# Valderrábano
Valderrábano è un comune spagnolo di 77 abitanti situato nella comunità autonoma di Castiglia e León.
Il comune comprende la località di Valles de Valdavia.